# La Solaön

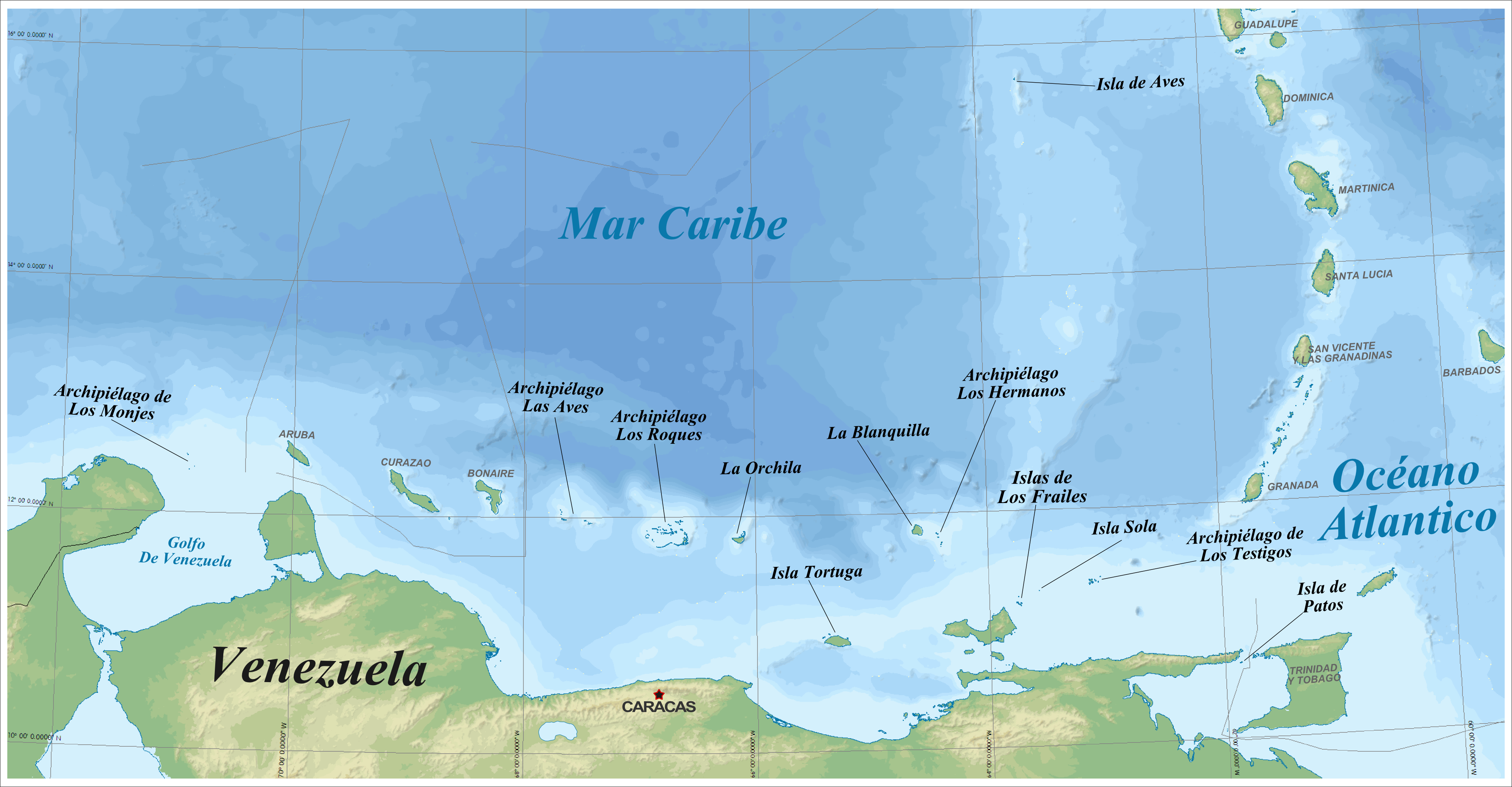
Områdeskarta.

Lägeskarta, Dependencias Federales.

La Solaön (spanska Isla La Sola, Den ensamma ön) är en venezuelansk ö bland Öarna under vinden bland Små Antillerna i Karibiska havet.

## Geografi
La Solaön ligger cirka 370 km nordöst om Caracas och cirka 37 km nordöst om Isla Margarita. Närmaste land är ögruppen Los Frailesöarna cirka 20 km sydväst och ögruppen Los Testigosöarna cirka 55 km nordöst om La Solaön.
Den obebodda ön är av vulkaniskt ursprung och har en yta på cirka 0,05  hektar och den högsta höjden är på cirka 8,5 m ö.h. Ön är cirka 40 m lång och cirka 20 m bred.
Förvaltningsmässigt ingår ön i federala territoriet (entidade) Dependencias Federales.

## Historia
1871 inrättade Venezuela förvaltningsområdet ”Territorio Federal Colón”. I området ingick Venezuelas samtliga öar i Karibiska havet och området förvaltades av Utvecklingsministeriet (Ministerio de Fomento). 1938 ändrades förvaltningsområdets namn till ”Dependencias Federales” (Ley Orgánica de las Dependencias Federales).
1972 utsågs ön tillsammans med hela området Dependencias Federales till nationalpark (Parque Nacional de los Roques) efter ett regeringsbeslut, parkområdet inrättades formellt den 18 augusti.